# Roger Smith (Manager)
Roger Bonham Smith (* 12. Juli 1925 in Columbus, Ohio; † 29. November 2007 in Detroit, Michigan) war ein US-amerikanischer Manager und CEO von General Motors (GM).

## Karriere
Nach dem Besuch der High School in Detroit studierte Smith Betriebswirtschaft an der University of Michigan und schloss mit dem MBA ab. Während des Zweiten Weltkrieges diente er in der US Navy, danach begann er sein Berufsleben bei GM und machte dort Karriere.
Smith wurde 1981 CEO von GM und modernisierte den Konzern mit einer Reihe von tiefgreifenden Maßnahmen. Diese Umstrukturierungen konnten zwar allesamt nicht den verloren gegangenen Marktanteil zurückerobern, doch halfen sie zumindest, wieder den Anschluss an die Marktführer des Weltmarktes zu finden.
So investierte er in sogenannte »neue Technologien«, worunter damals vor allem Robotik und die Informations- und Kommunikationstechnologien verstanden wurden. Er kaufte dafür Hughes Electronics und Electronic Data Systems (EDS) auf und ließ die erste vollautomatische Automobilfabrik für das Saturn-Projekt errichten.
Mit Toyota vereinbarte er ein Joint-Venture-Unternehmen, um in Kalifornien ebenfalls Kleinwagen herstellen zu können.
Ende der 1980er Jahre zog er mehrere GM-Werke, darunter auch das größte in Flint, aus den USA ab, um in Mexiko billiger produzieren zu können. Davon handelt Michael Moores Film Roger & Me, in dem Smith als Inbegriff des industriellen Abstiegs der USA dargestellt wird.